# Сен-Жам
Сен-Жам (фр. Saint-James) — муніципалітет у Франції, у регіоні Нормандія, департамент Манш. Населення — 4890 осіб (01.01.2021).
Муніципалітет розташований на відстані близько 280 км на захід від Парижа, 105 км на південний захід від Кана, 70 км на південь від Сен-Ло.

## Історія
До 2015 року муніципалітет перебував у складі регіону Нижня Нормандія. Від 1 січня 2016 року належить до нового об'єднаного регіону Нормандія.
1 січня 2017 року до Сен-Жам приєднали колишні муніципалітети Аргуж, Карне, Ла-Круа-Авраншен, Монтанель, Вергонсе і Вільє-ле-Пре.

## Демографія
Динаміка населення (Insee ):
Розподіл населення за віком та статтю (2006):
| Стать | Всього | До 15 років | 15-24 | 25-44 | 45-64 | 65-85 | Понад 85 |
| --- | ------ | ----------- | ----- | ----- | ----- | ----- | -------- |
| Чоловіки | 1329   | 187         | 135   | 314   | 416   | 253   | 24       |
| Жінки | 1407   | 180         | 94    | 343   | 380   | 320   | 90       |
| \| Статево-вікова піраміда \| Статево-вікова піраміда \| Статево-вікова піраміда \| \| ----------------------- \| ----------------------- \| ----------------------- \| \| Чоловіки \| Вік \| Жінки \| \| 24 \| 85 + \| 90 \| \| 61 \| 80-84 \| 90 \| \| 70 \| 75-79 \| 66 \| \| 73 \| 70-74 \| 90 \| \| 49 \| 65-69 \| 74 \| \| 29 \| 60-64 \| 70 \| \| 155 \| 55-59 \| 78 \| \| 118 \| 50-54 \| 114 \| \| 114 \| 45-49 \| 118 \| \| 86 \| 40-44 \| 98 \| \| 98 \| 35-39 \| 82 \| \| 73 \| 30-34 \| 98 \| \| 57 \| 25-29 \| 65 \| \| 49 \| 20-24 \| 29 \| \| 86 \| 15-20 \| 65 \| \| 69 \| 10-14 \| 78 \| \| 65 \| 5-9 \| 57 \| \| 53 \| 0-4 \| 45 \| |        |             |       |       |       |       |          |
| Статево-вікова піраміда |        |             |       |       |       |       |          |
| Чоловіки | Вік    | Жінки       |       |       |       |       |          |
| 24 | 85 +   | 90          |       |       |       |       |          |
| 61 | 80-84  | 90          |       |       |       |       |          |
| 70 | 75-79  | 66          |       |       |       |       |          |
| 73 | 70-74  | 90          |       |       |       |       |          |
| 49 | 65-69  | 74          |       |       |       |       |          |
| 29 | 60-64  | 70          |       |       |       |       |          |
| 155 | 55-59  | 78          |       |       |       |       |          |
| 118 | 50-54  | 114         |       |       |       |       |          |
| 114 | 45-49  | 118         |       |       |       |       |          |
| 86 | 40-44  | 98          |       |       |       |       |          |
| 98 | 35-39  | 82          |       |       |       |       |          |
| 73 | 30-34  | 98          |       |       |       |       |          |
| 57 | 25-29  | 65          |       |       |       |       |          |
| 49 | 20-24  | 29          |       |       |       |       |          |
| 86 | 15-20  | 65          |       |       |       |       |          |
| 69 | 10-14  | 78          |       |       |       |       |          |
| 65 | 5-9    | 57          |       |       |       |       |          |
| 53 | 0-4    | 45          |       |       |       |       |          |

## Економіка
2010 року серед 1646 осіб працездатного віку (15—64 років) 1126 були активними, 520 — неактивними (показник активності 68,4%, у 1999 році було 68,4%). З 1126 активних мешканців працювало 1030 осіб (543 чоловіки та 487 жінок), безробітними було 96 (42 чоловіки та 54 жінки). Серед 520 неактивних 107 осіб було учнями чи студентами, 207 — пенсіонерами, 206 були неактивними з інших причин.

У 2010 році в муніципалітеті числилось 1156 оподаткованих домогосподарств, у яких проживали 2511,5 особи, медіана доходів виносила 16 356 євро на одного особоспоживача